# La Almunia de Doña Godina
La Almunia de Doña Godina là một đô thị ở tỉnh Zaragoza, Aragon, Tây Ban Nha. Theo điều tra dân số 2004 của Viện thống kê Tây Ban Nha (INE), đô thị này có dân số là 7.023 người. Diện tích đô thị này là 56 ki-lô-mét vuông. Đô thị này nằm ở độ cao 336 m trên mực nước biển.

## Biến động dân số
| 1991  | 1996  | 2001  | 2004  | 2005  | 2006  | 2007  |
| ----- | ----- | ----- | ----- | ----- | ----- | ----- |
| 5.061 | 5.373 | 5.715 | 6.480 | 6.779 | 7.023 | 7.170 |